# طيور سنجار

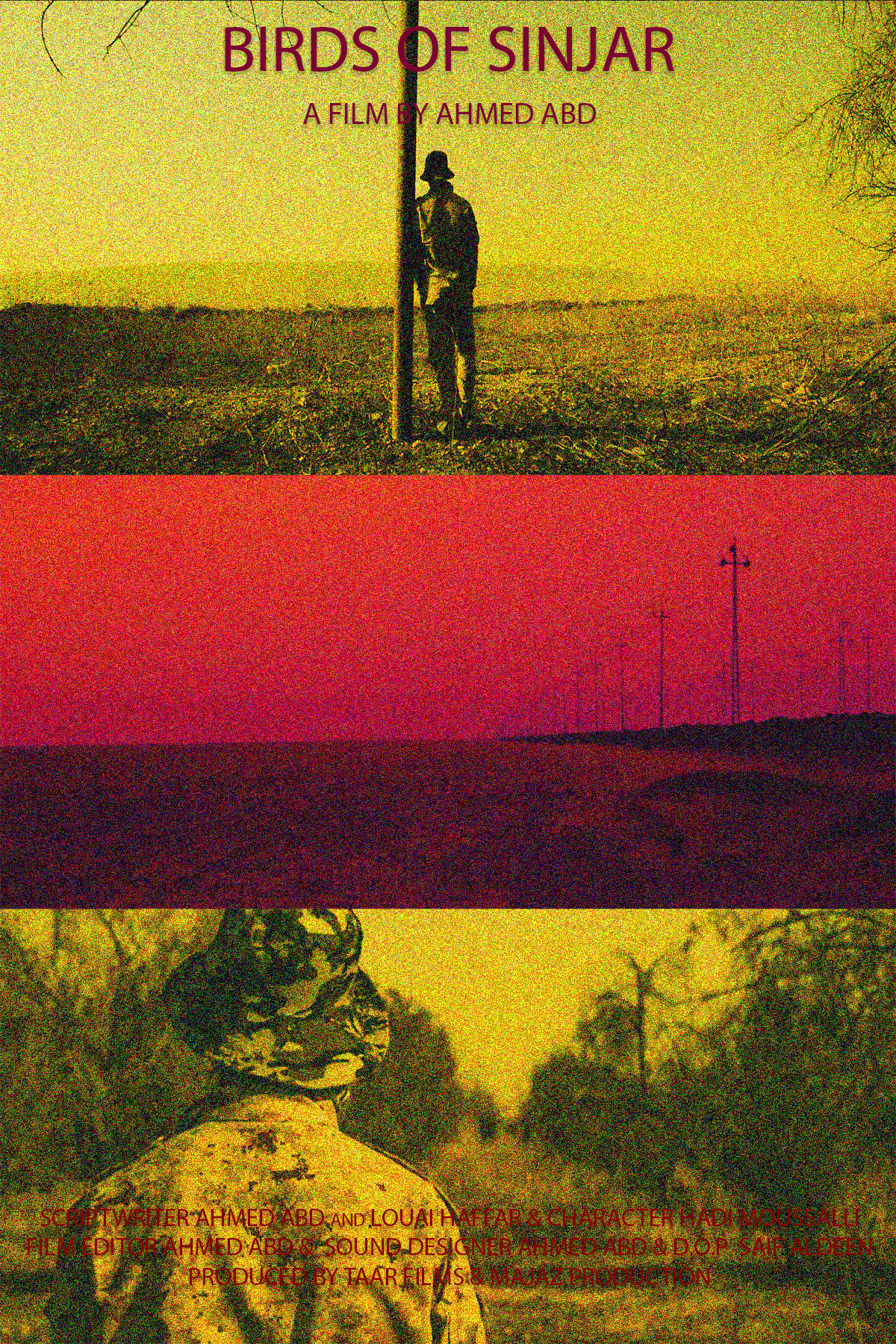
بوستر الفيلم الرسمي

طيور سنجار، فيلم وثائقي قصير للمخرج أحمد عبد، حيث يروي الفيلم قصة في محطة رابعة ضمن سلسلة الحروب التي خاضها العراق في العقود الأربعة الأخيرة، يروي هادي المنحدرُ من الأقلية الأزيدية في العراق حكاية هروبه نحو جبال سنجار في محافظة نينوى وحمله للسلاح في سن الثامنة عشرة بعد غزو «تنظيم داعش» لمدينة الموصل في حزيران/يونيو 2014.
حاز الفيلم على جائزة أفضل عمل صحفي في مهرجان BBC عربي للأفلام الوثائقية لسنة 2019، في لندن